# Żoliborz Artystyczny
Żoliborz Artystyczny – osiedla mieszkaniowe na warszawskim Żoliborzu, powstające od 2013 roku. Znajdują się po obu stronach ul. Powązkowskiej, w granicach rejonu Miejskiego Systemu Informacji (MSI) Sady Żoliborskie.

## Opis

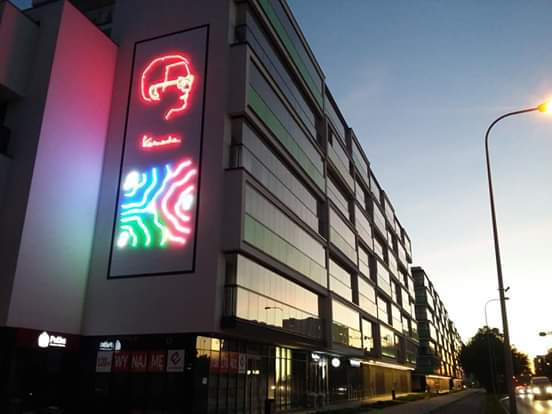
Neon Krzysztofa Komedy

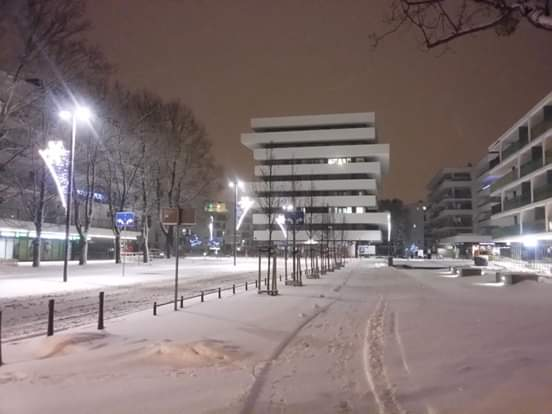
Plac Czesława Niemena

W ramach Żoliborza Artystycznego powstało 10 kolonii mieszkaniowych, a 2 są realizowane:
- Kolonia Jerzego Ficowskiego
- Kolonia Jerzego Kawalerowicza
- Kolonia Jerzego Mierzejewskiego
- Kolonia Edwarda i Moniki Piwowarskich
- Kolonia Hilarego Krzysztofiaka
- Kolonia Krzysztofa Komedy
- Kolonia Barbary Zbrożyny
- Kolonia Zofii Nasierowskiej
- Kolonia Anny Jantar
- Kolonia Witolda Lutosławskiego (w trakcie realizacji)
- Kolonia Józefa Nalberczaka (w trakcie realizacji)

Centralne punkty Żoliborza Artystycznego:
- budynek zwany dominantą, otoczony fontanną
- Pasaż Janusza Morgensterna
- Pasaż Zbigniewa Zapasiewicza (w trakcie realizacji)

Place:
- Plac Czesława Niemena
- Plac Andrzeja Wajdy (w trakcie realizacji)

Ulice:
- Stanisława Dygata
- Kaliny Jędrusik
- Zygmunta Hübnera

Koncepcji urbanistycznej patronują artyści, którzy byli związani z Żoliborzem.

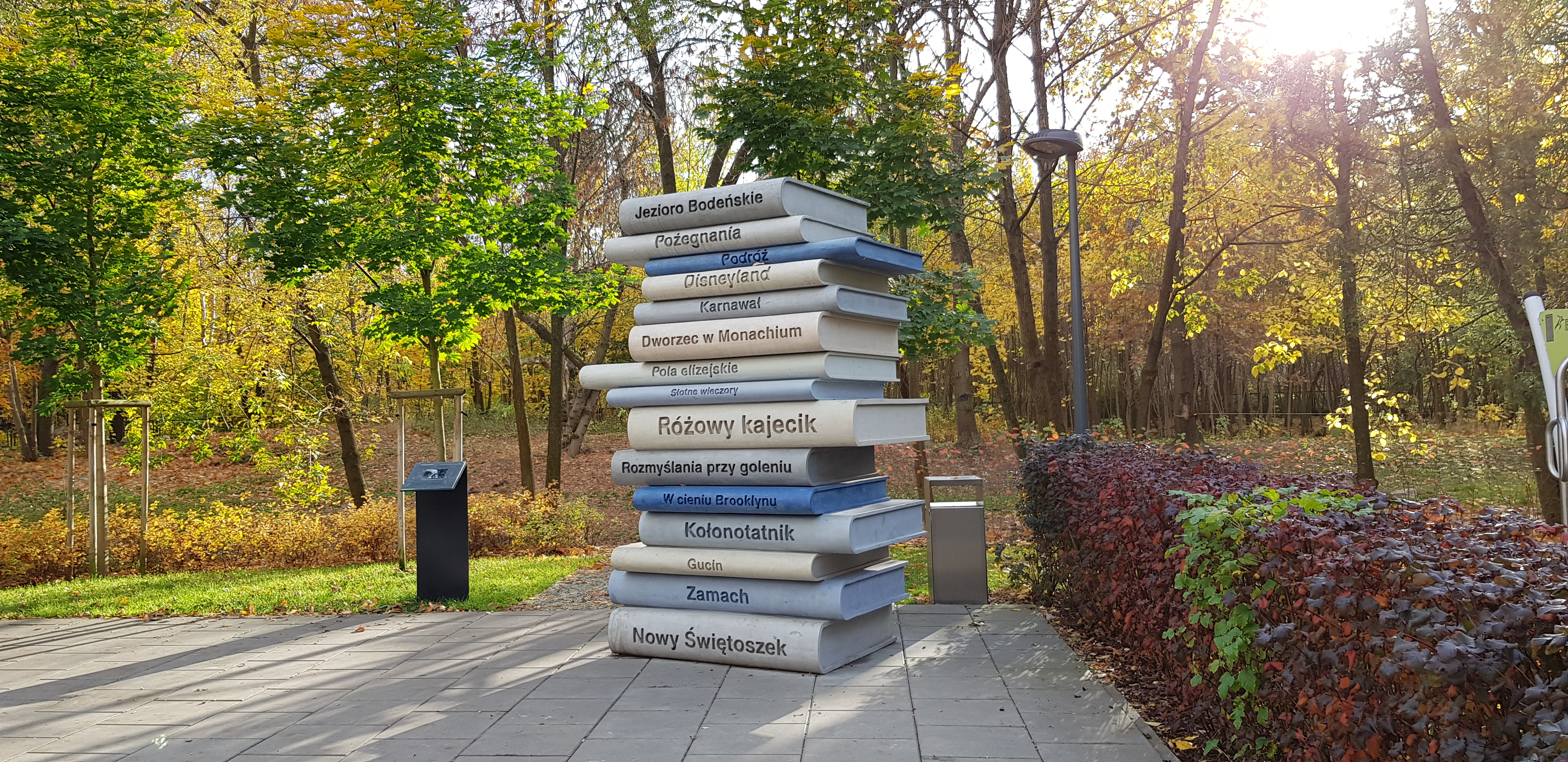
„Księgozbiór” – rzeźba Katarzyny Górnej poświęcona S. Dygatowi, Żoliborz Artystyczny

## Nagrody i wyróżnienia
Żoliborz Artystyczny otrzymał liczne nagrody i wyróżnienia:
- 2015 – nominacja do Nagrody Roku 2014 Stowarzyszenia Architektów Polskich (SARP) dla budynku apartamentowego osiedla Żoliborz Artystyczny.
- 2015 – I miejsce w konkursie CiJ Awards 2015 w kategorii Residential Affordable Development of the Year.
- 2015 – I miejsce w rankingu Inwestycji Deweloperskich 2015 otodom.
- 2016 – wyróżnienie za wysoką jakość i unikalny projekt III etapu inwestycji w ramach II edycji Konkursu przyznającego Nagrodę Architektoniczną Prezydenta m.st. Warszawy.
- 2017 – konkurs „Warszawa w kwiatach i zieleni”, miejsce 2. ex aequo z Zamkiem Królewskim w Warszawie
- 2018 – nominacja do Nagrody Twórcy Przestrzeni – Konkursu dla Deweloperów i Inwestorów, którzy działają na rzecz zrównoważonego rozwoju. Organizatorem Konkursu jest Rzeczpospolita.
- 2018 – Nagroda im. Barbary i Stanisława Brukalskich za najlepszą architekturę Żoliborza w latach 2014–2017, w kategorii nowa inwestycja. Jury konkursu wyróżniło dobrze rozplanowany układ urbanistyczny osiedla oraz wysokie walory architektoniczne minimalistycznej, neomodernistycznej formy, doskonale skomponowanej z zielenią oraz wprowadzenie elementów sztuki w przestrzeń publiczną, a także walor edukacyjno–poznawczy przywracający pamięć o artystach żoliborskich.
- 2019 – konkurs „Warszawa w kwiatach i zieleni”, nagroda w kategorii „Firma/instytucja” zdobyła Wspólnota Mieszkaniowa Żoliborz Artystyczny (ex aequo ze Środowiskowy Dom Samopomocy „Chata z pomysłami”, Fundacja na rzecz Nauki Polskie, Konwent Zakonu Bonifratrów pw. św. Ryszarda Pampuriego)
- 2019 – „Inwestycja Dekady – Warszawa” – nagroda przyznana przez Stowarzyszenie Polska Izba Urbanistów na gali 10-lecia portalu RynekPierwotny.pl[12] – „Nagrodę przyznano za bardzo dobre wkomponowanie inwestycji w założenia kompozycji urbanistycznej tej części Warszawskiego Żoliborza. Za układ, który uwypukla przestrzeń publiczną i pozwala połączyć nią przestrzenie mieszkalne w czytelny sposób dodatkowo przy tym niosąc walory edukacyjne i poznawcze. Za ideę wykorzystania i upamiętnienia postaci ze świata kultury w przestrzeni osiedla. Za wysoką wartość architektoniczną budynków”.